# Roberto Gallinat
Roberto Gallinat (Atlanta, Georgia, 29 de diciembre de 1996) es un jugador de baloncesto estadounidense que pertenece a la plantilla del Karditsas de la A1 Ethniki, la primera categoría del baloncesto griego. Con 1,91 metros de estatura, juega en la posición de escolta.

## Trayectoria deportiva
Es un jugador que puede alternar las posiciones de base y escolta formado en la South Gwinnett High School de Snellville en Georgia, antes de ingresar en 2015 en South Plains donde disputó dos temporadas. En 2017, ingresa en la Universidad del Pacífico, situada en Stockton, en el estado de California donde jugaría durante dos temporadas la NCAA con los Pacific Tigers.
Tras no ser drafteado en 2019, firmó por el Horsens IC de la Basketligaen. 
El 9 de julio de 2020, firma por el Eurobasket Roma de la Serie A2 Oeste, la segunda división del baloncesto en Italia.
El 21 de enero de 2022, firma por el Yalova Group Belediye Spor de la BSL, la primera división turca.
El 27 de junio de 2022, firma por el SLUC Nancy de la Pro A, la primera categoría del baloncesto francés.